# Mayor Luis Jorge Fontana megye
Mayor Luis Jorge Fontana egy megye Argentínában, Chaco tartományban. A megye székhelye Villa Ángela.

## Települések
A megye 3 nagyobb településből (Localidades) áll:
- Coronel Du Graty
- Enrique Urién
- Villa Ángela

Kisebb települései (Parajes):